# Ronald Wright (Autor)

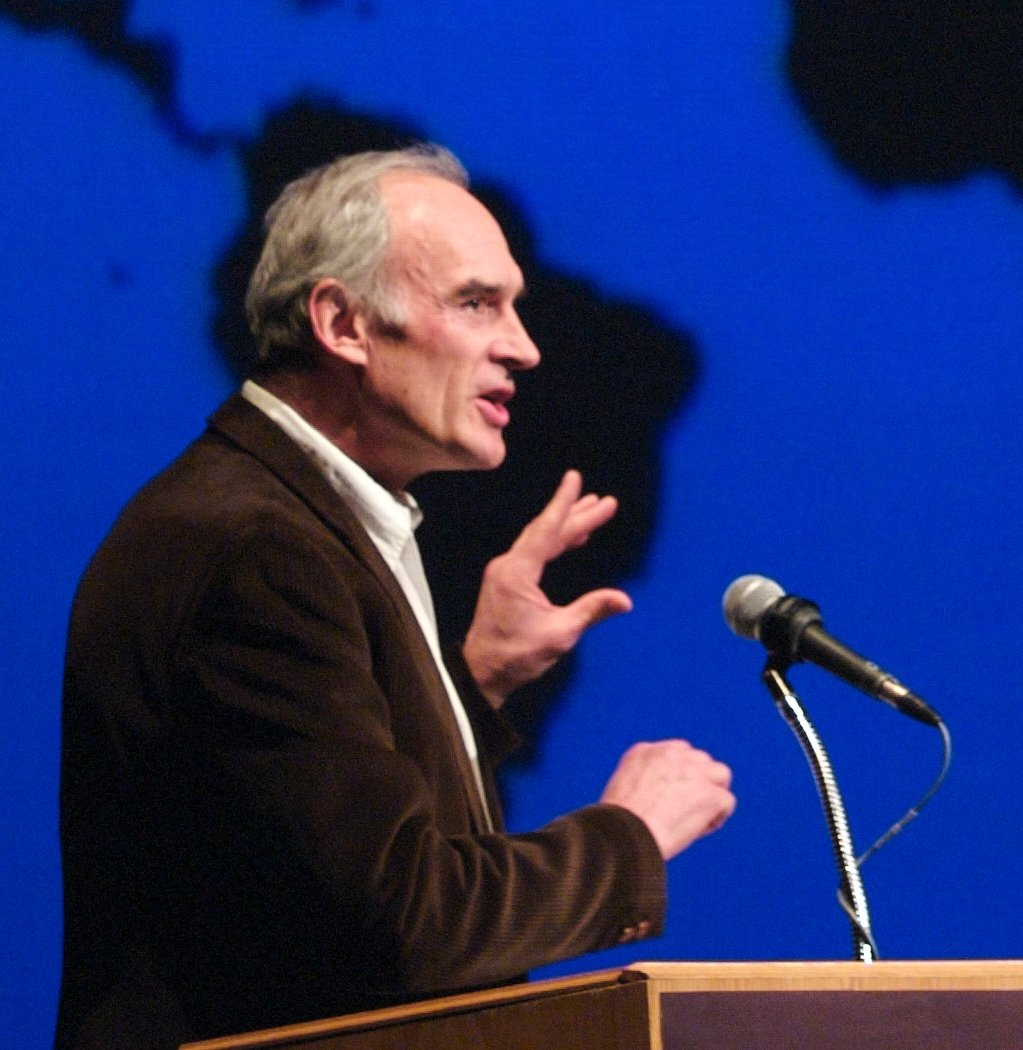
Ronald Wright

Ronald Wright (* 1948 in London) ist ein kanadischer Geschichtswissenschaftler und Schriftsteller. Er studierte Archäologie an der Universität Cambridge und an der University of Calgary, wo er 1996 mit der Ehrendoktorwürde ausgezeichnet wurde.
Sein schriftstellerisches Werk umfasst Romane und Sachbücher.
A Scientific Romance / Die Schönheit jener fernen Stadt ist eine Fortsetzung von H. G. Wells klassischem Science-Fiction Roman Die Zeitmaschine, worin der Protagonist die zukünftige Welt des Jahres 2500 nach einer ökologischen Katastrophe besucht. Der Titel des Romans spielt auf die frühe Bezeichnung von Science-Fiction als Scientific Romance an.
In den vier Teilen von A Short History of Progress / Eine kurze Geschichte des Fortschritts rekapituliert Wright den Untergang vier historischer Zivilisationen (Osterinsel, Sumer, Maya, Römisches Reich) aufgrund der blinden Zerstörung ihrer Lebensgrundlage. Er stellt fest, dass mit zunehmender Komplexität und Größe die Kosten des Untergangs wachsen. Er sieht die bestehenden weltweiten Zivilisationen als am Scheideweg zwischen Untergang und Fortbestand stehend und hinterfragt die Kosten, die mit dem Untergang verbunden wären.

## Auszeichnungen
- „The David Higham Fiction Prize“, „Sunday Times“ Buch des Jahres 1998, „Globe and Mail Editor's Choice“ (1995) für A Scientific Romance.
- „The Andrew Gillen Award of Literary Excellence“ (1996).
- „Gordon Montador Award“ (1993) für Stolen Continents.
- „CBC Literary Award“ (1991) für Going to the Wall.
- „Canadian Science Writers' Association Award“ (1986) für The Lamanai Enigma

## Werke
- Eine kurze Geschichte des Fortschritts. Roman. Übers. Monika Niehaus-Osterloh. Rowohlt, 2006 (A Short History of Progress, House of Anansi Press, 2004)
- Geraubtes Land: Amerika aus indianischer Sicht seit 1492. Übers. Ralph Tegtmeier. Westermann, 1992 (Stolen Continents, John Murray Publ. 1992)
- Hendersons Speer. Roman.Übers. Sophie Kreutzfeldt. Deutscher Taschenbuch-Verlag dtv, 2004 (Henderson’s Spear, Knopf Canada, 2001)
- Die Schönheit jener fernen Stadt. Roman. Übers. Lutz-W. Wolff. Deutscher Taschenbuch-Verlag, 1998 (A Scientific Romance. Anchor, 1997)